# 7506 Lub
7506 Lub (4837 P-L) là một tiểu hành tinh nằm phía ngoài của vành đai chính được phát hiện ngày 24 tháng 9 năm 1960 bởi Cornelis Johannes van Houten, Ingrid van Houten-Groeneveld và Tom Gehrels ở Đài thiên văn Palomar. Nó được đặt theo tên nhà thiên văn học Hà Lan Jan Lub.